# Marché de Lamentin
Ne doit pas être confondu avec le marché couvert du Lamentin, marché couvert du Lamentin en Martinique
Le marché de Lamentin est un marché couvert de Lamentin sur l'île de Basse-Terre dans le département de la Guadeloupe en France. Œuvre de l'architecte Ali Tur réalisée en 1931, le bâtiment est inscrit aux monuments historiques le 28 août 2009.

## Description
En béton armé, il s'agit d'une halle ouverte dont les poteaux cylindriques tiennent une dalle en béton armé, accompagnée autour d'un auvent saillant. A l'intérieur se trouvent des étalages en béton pour que les vendeurs puissent présenter leurs fruits et légumes. Dans le fond de l'édifice se tiennent des comptoirs fermés réservés aux viandes et poissons.

## Historique
Après que tous les principaux édifices de la ville sont fortement endommagés par l'ouragan Okeechobee en septembre 1928, le Ministère des Colonies confie la reconstruction des bâtiments civils et religieux à l'architecte Ali Tur qui s'attache tout particulièrement à l'homogénéité urbanistique et au style dans le centre-ville de Lamentin. Cette commune regroupe ainsi la plus forte densité des œuvres de cet architecte édifiées en Guadeloupe avec la Justice de paix, l'hôtel de ville, le groupe scolaire, les square et monument aux morts, le marché et enfin l'église de la Sainte-Trinité et le presbytère de Lamentin. Les travaux sont terminés en 1931.